# 鲊埠回族乡
鲊埠回族乡，是中华人民共和国湖南省益阳市桃江县下辖的一个乡镇级行政单位。

## 行政区划
鲊埠回族乡下辖以下地区：
鲊埠社区、车门塅村、花园台村、军功嘴村、大水田村、江家坝村、南京湾村、颜溪村、陶公庙村和筑基仑村。